# Eva Mylott

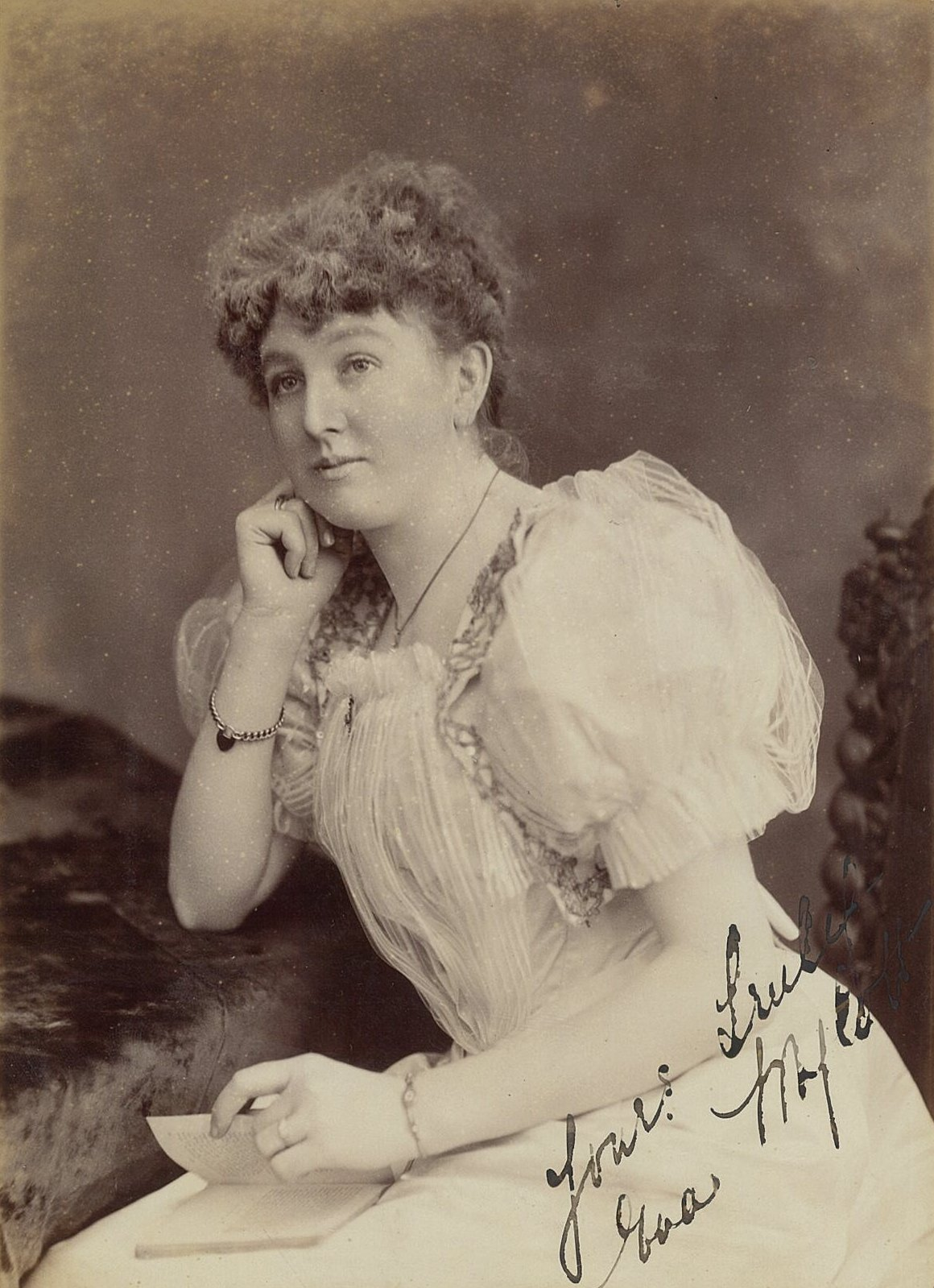
Eva Mylott (ca. 1900)

Eva Theresa Mylott Gibson (* 16. September 1875 in Tuross Head, New South Wales; † 20. März 1920 in Chicago) war eine australische Opernsängerin (Kontra-Alt).

## Leben und Wirken
Mylott erhielt frühzeitig eine Gesangsausbildung und war Ende des 19. Jahrhunderts eine erfolgreiche Sängerin in Sydney. 1902 unternahm sie eine Reise nach Europa. Dort lernte sie Nellie Melba kennen, die ihr den Kontakt zu ihrer Lehrerin Mathilde Marchesi vermittelte. 1914 trat sie mit Nellie Melba an der Metropolitan Opera auf und unternahm eine Konzerttournee mit ihrer Cousine, der Sängerin Marie Narelle (Molly Ryan). 1916 gab sie mit dem Geiger Edwin Grasse ein Konzert in der New Yorker Aeolian Hall. 1917 heiratete sie den Geschäftsmann John Hutton Gibson. Ihr Sohn Hutton Peter Gibson (1918–2020) war der Vater des Schauspielers und Regisseurs Mel Gibson.

## Quelle
- Tuross Head - Eva Mylott

| Personendaten    | Personendaten                                   |
| ---------------- | ----------------------------------------------- |
| NAME             | Mylott, Eva                                     |
| ALTERNATIVNAMEN  | Mylott Gibson, Eva Theresa (vollständiger Name) |
| KURZBESCHREIBUNG | australische Opernsängerin (Kontra-Alt)         |
| GEBURTSDATUM     | 16. September 1875                              |
| GEBURTSORT       | Tuross Head, New South Wales                    |
| STERBEDATUM      | 20. März 1920                                   |
| STERBEORT        | Chicago                                         |